# Marie de Rohan
Marie Aimée de Rohan, plus connue sous son titre de duchesse de Chevreuse (décembre 1600-12 août 1679), fille d'Hercule de Rohan-Guémené, duc de Montbazon, et de Madeleine de Lenoncourt, est une femme de la noblesse française réputée surtout pour son grand charme et ses nombreuses intrigues politiques.

## Biographie
Née en décembre 1600 au château de Coupvray, Marie de Rohan est un membre de la famille de Rohan, qui par elle-même et ses branches diverses, posséda longtemps une partie considérable de la Bretagne et de l'Anjou. Elle est baptisée en février 1602 en l'église Saint-Eustache à Paris et sa marraine est la reine Marie de Médicis. Son éducation inclut danse, équitation et écriture, mais pas d'étude de la littérature.

### Duchesse et connétable

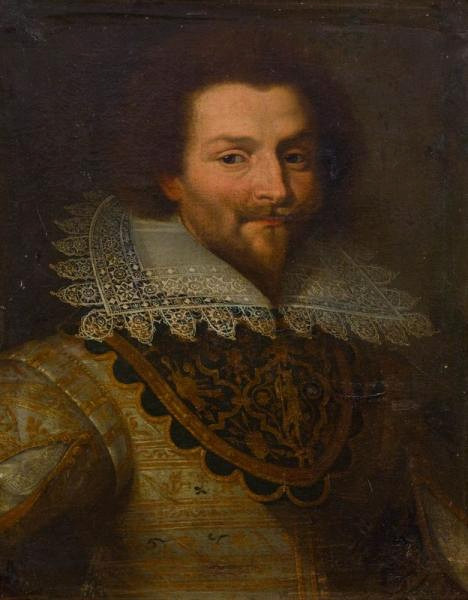
Portrait du duc de Luynes, premier mari de Marie de Rohan.

Le 11 septembre 1617, Marie de Rohan a 17 ans et épouse en premières noces à Paris, Charles, marquis d'Albert, âgé de 39 ans et favori de Louis XIII. Le premier intérêt du favori de Louis XIII est de garder le cœur du roi pour lui et les siens, et de s'emparer aussi de la confiance de la reine Anne d'Autriche, afin d'être maître assuré de toute la cour. Conscient du problème diplomatique et dynastique que cause l'indifférence du roi à l'égard de la reine, le favori du roi tente d'y remédier en introduisant sa jeune épouse auprès du roi pour conseiller la reine. Marie de Rohan y réussit à merveille, et en décembre 1618, Louis XIII la nomme surintendante de la maison de la Reine à la place de la duchesse de Montmorency.
À 18 ans, vive, enjouée et espiègle, elle exerce une forte influence sur la reine, jeune femme brillante mais épouse délaissée qui, à 17 ans et après trois ans de mariage, n'a toujours pas donné d'enfant au roi ni d'héritier à la couronne. Marie de Rohan organise, avec l'aide de son époux en tant que favori du roi, des rendez-vous intimes entre les époux royaux.
Son époux est nommé duc de Luynes par le roi en 1619, elle devient donc duchesse de Luynes. Sous son influence, la reine commence à s'habiller et à se comporter comme une Française. Elle lui fait porter des décolletés alors que jusque-là, elle ne portait que des robes espagnoles ne laissant voir aucune partie du corps. Au printemps de cette même année, les époux de Luynes finissent par forcer le roi à avoir des relations sexuelles avec la reine dans le but d'avoir un héritier. À partir de ce moment, les relations entre Anne d'Autriche et Louis XIII ne cessent de s'améliorer et Louis reste longuement à son chevet lors de sa grave maladie en janvier 1620. Cette même année, les époux de Luynes sont élevés à la dignité de connétable.
Le 25 décembre 1620 naît Louis-Charles d'Albert dont Louis XIII est le parrain.
Le couple s'installe près du Palais Cardinal, à l'hôtel de la Vieuville, aujourd'hui disparu,. Elle y habitera pendant 37 ans, entrecoupés par les seules périodes d'exil.
Le connétable meurt de « fièvre pourpre », le 12 décembre 1621 lors de la campagne menée dans le Sud-Ouest. Marie de Rohan n'avait pas attendu ce décès pour prendre comme amant le duc de Chevreuse, Claude de Lorraine, son aîné de 22 ans. Le 14 mars 1622 a lieu un incident qui lui vaut une demi-disgrâce : entraînée à courir dans une salle du Louvre par Marie et Mlle de Verneuil, fille légitimée de Henri IV, Anne d'Autriche chute et fait une fausse couche.
À partir de cette époque, le roi supporte de plus en plus mal la présence de la duchesse de Luynes et cette antipathie est réciproque, mais lourde de conséquences pour le couple royal. Le roi accaparé par la guerre contre les protestants et ne lui pardonnant pas son manque de vigilance et la perte du bébé, il lui retire les fonctions de surintendante auprès de la reine.
La reine Anne continue de fréquenter la duchesse et à correspondre avec elle lorsqu'elle en est réduite à l'exil.
Devenue veuve à 21 ans, et décidée à rétablir sa position, elle se remarie avec son amant, dès le 19 avril 1622,et devient duchesse de Chevreuse. Claude de Lorraine a 42 ans, mais appartient à une bien plus haute lignée que les Luynes. En effet, devenue membre de la Maison de Lorraine, une maison souveraine, Marie de Rohan devient intouchable. Le duc de Chevreuse use alors de cette position auprès du roi pour lui faire réintégrer la Cour, chose acquise dès septembre de la même année.

### Le temps des intrigues

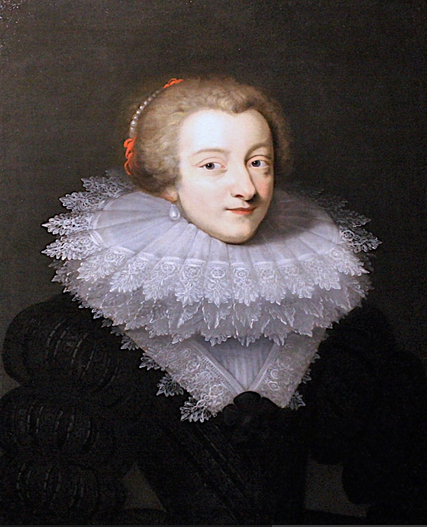
Entourage de Daniel Dumonstier, Portrait de Marie de Rohan, duchesse de Luynes (vers 1621), localisation inconnue.

En 1623, elle devient la maîtresse du comte de Holland venu à Paris pour négocier les fiançailles d'Henriette-Marie de France, sœur de Louis XIII avec l'héritier de la couronne d'Angleterre, Charles. Les deux amants montent une intrigue visant à rapprocher Anne d'Autriche du duc de Buckingham envoyé à Paris en 1625 pour escorter la mariée. À l'étape d'Amiens, la duchesse de Chevreuse s'arrange pour isoler Anne et Buckingham du reste de la Cour. Ce dernier se montre entreprenant, elle s’exclame, la suite royale accourt alors que Buckingham s'éclipse.
La grande affaire de l'année 1626 tourne autour du projet de mariage de Gaston, frère du roi avec la duchesse de Montpensier. Un parti de l'« aversion au mariage » se forme avec quelques grands du royaume qui se transforme en lutte ouverte contre la politique de Richelieu. Simple inspiratrice ou devenue maîtresse du comte de Chalais, Marie de Rohan est éclaboussée par la conspiration montée par ce dernier. En dépit des déclarations de Chalais disculpant la duchesse, Louis XIII exige son renvoi dans le Poitou. Marie, humiliée, se réfugie en Lorraine, le jeune duc Charles IV étant un cousin de son mari et le chef de sa Maison dont elle devient bientôt la maîtresse.
Le séjour de Marie en Lorraine dure un peu plus d'un an au cours duquel elle essaie de renouer les cabales aristocratiques contre Richelieu. Elle mêle intrigues politiques et aventures amoureuses accueillant dans son lit son hôte du moment, puis l'ambassadeur secret de l'Angleterre, lord Walter Montaigu. Elle continue à correspondre en secret avec Anne d'Autriche. Cette agitation n'empêche pas Louis XIII d'élever son mari Claude, resté à la Cour, à la pairie. Les négociations de paix avec l'Angleterre autorisent le retour de la duchesse à Paris fin 1628. Elle y retrouve sa nouvelle et toute jeune belle-mère Marie d'Avaugour que son père vient d'épouser. Les deux femmes ne tardent pas à former avec Anne de Rohan, belle-sœur et cousine de Marie, le clan Rohan, né pour l'intrigue.
Pendant quelques années, la duchesse de Chevreuse se montre cordiale vis-à-vis de Richelieu et peut exercer son influence sur Anne d'Autriche. Après la journée des dupes, le marquis de Châteauneuf est nommé garde des Sceaux. Marie, toujours tentée de jouer un rôle politique, se rapproche de lui et devient sa maîtresse. Châteauneuf intrigue pour remplacer Richelieu. Le 25 février 1633, Louis XIII le fait arrêter pour trahison et relègue Marie en Touraine d'où elle continue à correspondre avec la Reine, lui servant à l'occasion de relais avec la Cour d'Espagne. À Tours, elle organise de grandes fêtes dans l'hôtel de la Massetière qu'elle occupe.
Le 21 mai 1635, Louis XIII déclare la guerre à Philippe IV. Dès lors, les correspondances entre les deux capitales pouvaient apparaître comme une déloyauté. En juillet 1637, Louis XIII et Richelieu découvrent la correspondance secrète d'Anne d'Autriche qui doit s'humilier. Craignant d'être arrêtée, Marie de Rohan quitte Tours déguisée en homme le 5 septembre 1637 pour l'Espagne.
Peu à l'aise à la Cour du Roi d'Espagne, Marie décide de se rendre en Angleterre où elle aborde le 25 avril 1638. Elle y retrouve ses anciens amants, Holland et Montaigu. Elle y fréquente aussi un groupe d'aristocrates français mécontents et comploteurs tout en essayant de retrouver son crédit auprès d'Anne d'Autriche et même de Richelieu. Pour fuir son mari venu la chercher à Londres, elle se réfugie en Flandre espagnole le 8 mai 1640, donc en pays ennemi. Là, elle a sans doute soutenu le complot du comte de Soissons, et trempe peut-être dans la conspiration de Cinq-Mars. Les morts successives de Richelieu, puis de Louis XIII donnent la régence à Anne d'Autriche qui autorise la duchesse de Chevreuse à rentrer à Paris.

### Nouvelle cabale
Le 14 juin 1643, Marie de Rohan arrive à Paris qu'elle avait quitté dix ans plus tôt. Anne d'Autriche a confié le pouvoir à Mazarin qui, avec plus de souplesse dans la forme, poursuit la politique de Richelieu : guerre contre les Habsbourg à l'extérieur et limitation du pouvoir des Grands à l'intérieur. Inconsciente de l'évolution psychologique de la régente qui soutient désormais Mazarin, soucieuse de conserver pour son fils un État fort, elle intrigue pour écarter le cardinal et mettre à sa place son vieil ami Châteauneuf.
Un complot, connu sous le nom de cabale des Importants, monté par un groupe d'aristocrates mené par le duc de Beaufort visait à éliminer Mazarin. Il échoue le 1er septembre et le lendemain le duc de Beaufort est arrêté, Châteauneuf et d'autres comparses supposés sont exilés en province. Faute de preuve contre son ancienne amie, Anne d'Autriche attend cinq semaines avant de prier la duchesse de Chevreuse de quitter la Cour.
Retirée avec sa fille Charlotte dans son château de Couzières en Touraine, Marie de Rohan continue à y recevoir ses amis suspects aux yeux du cardinal. Anne d'Autriche ayant décidé en avril 1645 de l'éloigner davantage, Marie de Rohan s'enfuit à Saint-Malo puis s'embarque pour l'Angleterre où elle espère être bien accueillie par le roi Charles Ier. Mais ce dernier est en lutte contre les « Têtes rondes » et elle est bloquée avec sa fille pendant deux mois dans l'île de Wight. L'intervention de l'ambassadeur d'Espagne lui permet de rallier les Pays-Bas espagnols où elle s'installe à Bruxelles.

### La Fronde
Marie de Rohan est encore à Bruxelles lors du déclenchement de la Fronde parlementaire. Mais elle est encore populaire chez les aristocrates ralliés comme le soulignent les libelles L'Amazone française au secours des Parisiens ou l'approche des troupes de Mme de Chevreuse ou L'Illustre Conquérente ou la Généreuse Constance de Mme de Chevreuse. Le parti des frondeurs lui envoie un petit gentilhomme, marquis de Laigues, proche du coadjuteur de Paris Gondi, que la duchesse met dans son lit et qui devient son ultime amant.
Après la paix de Saint-Germain et alors que la Cour séjourne à Compiègne, la duchesse rallie Paris le 12 avril 1649 sans même attendre la permission de la régente qu'elle obtiendra ultérieurement. De retour à la Cour, elle soutient le parti de Gondi qui devient l'amant de sa fille Charlotte contre les Condé. Marie et sa fille œuvrent au rapprochement de Gondi avec la Cour, ce qui conduit à l'arrestation le 18 janvier 1650 de Condé, de son frère Conti et de son beau-frère le duc de Longueville. Marie obtient le retour comme garde des Sceaux de son ancien amant Châteauneuf.
Au début de 1651, l'alliance des deux Frondes conduit à l'exil de Mazarin et la libération des princes. L'idée d'un mariage entre Mademoiselle de Chevreuse et le prince de Conti doit sceller le rapprochement des deux familles, mais la duchesse de Longueville fait échouer le projet. L'alliance ne dure pas et Condé se rend odieux. Anne d'Autriche, conseillée à distance par Mazarin, s'entend à détacher Gondi et les dames de Chevreuse de la coalition. Condé entre en dissidence, ce qui entraîne le retour de Mazarin le 28 avril 1652. Désormais, Marie de Rohan va se tenir à l'écart des derniers soubresauts de la Fronde, effectuant même à la demande de Mazarin quelques négociations secrètes, ce qui lui vaut à son tour quelques mazarinades et la mansuétude d'Anne d'Autriche. Elle a la douleur de perdre sa fille Charlotte en novembre 1652.

### Dernières années
Après la Fronde, elle partage son temps entre la Cour où elle tient son rang de duchesse et le château de Dampierre, demeure familiale des Chevreuse. Avec son frère, elle doit se débattre dans des problèmes de succession à la mort de son père, le duché étant menacé d'être mis sous séquestre.
À la mort du duc de Chevreuse en 1657, Marie devient veuve pour la seconde fois. Selon Saint-Simon elle épousera secrètement le marquis de Laigues, qui ne l'a pas quittée depuis 1649.
L'une de ses dernières initiatives publiques en 1667 l'amène à favoriser le mariage de son petit-fils Charles-Honoré avec une des filles de Jean-Baptiste Colbert, l'homme le plus influent de l'époque après Louis XIV.
Après la mort en 1674 de son vieux compagnon Geoffroy de Laigues, elle se retire au château de Maison-Rouge à Gagny, où elle meurt. Enterrée dans l'église paroissiale, sa tombe fut profanée à la Révolution et cet édifice sera détruit au milieu du XIXe siècle pour être remplacé par l'église actuelle. Sa dalle funéraire fut toutefois retrouvée en 1880 et est désormais exposée au château de Dampierre.
Une plaque apposée en 2015 sur un mur de l'église de Gagny rappelle son ancienne inhumation.

## Descendance

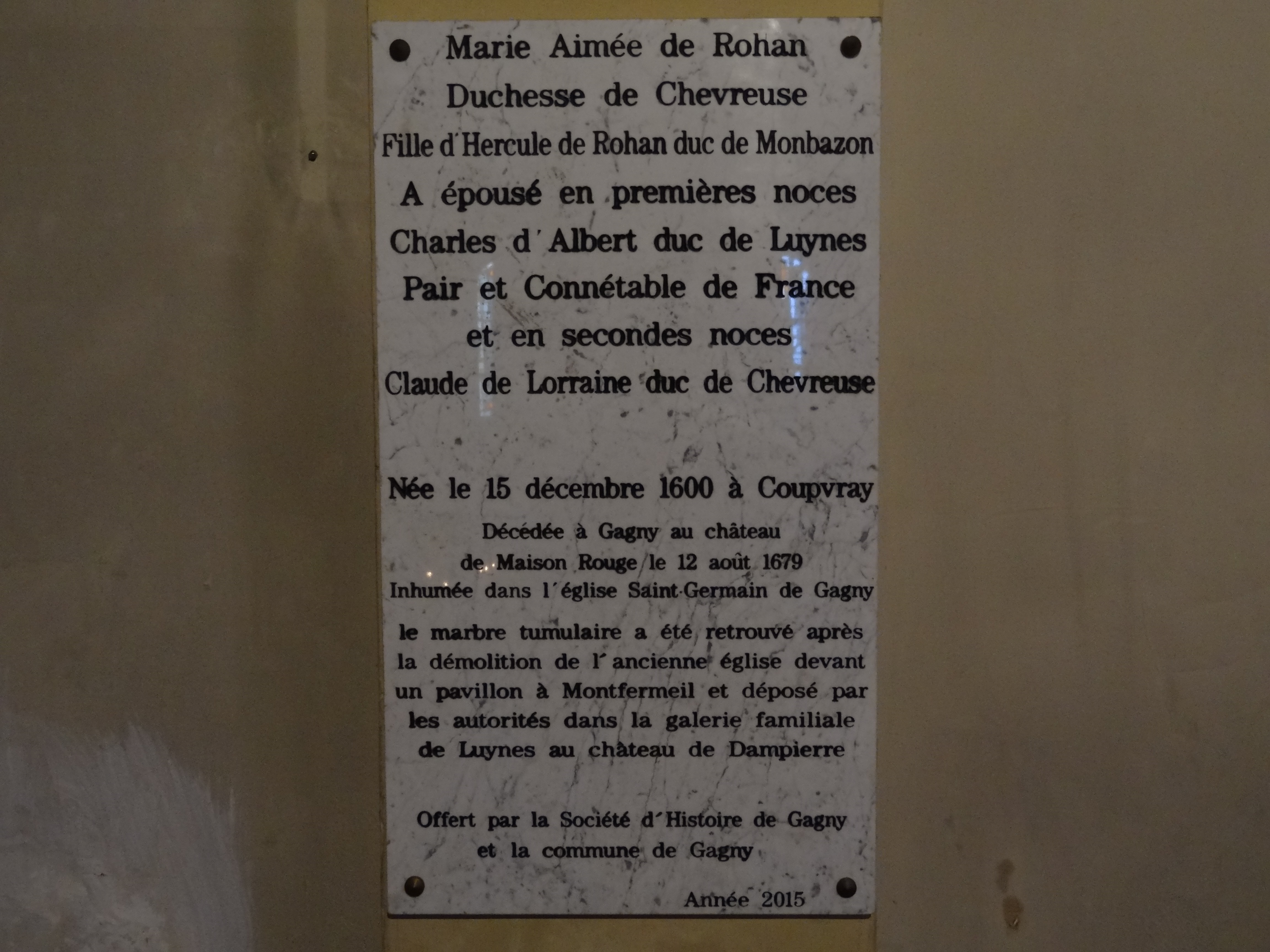
Plaque commémorative de Marie de Rohan dans l'église Saint-Germain de Gagny (Seine-Saint-Denis).

De son premier mariage avec le duc de Luynes, elle eut trois enfants :
- une fille née en 1618 et morte en 1631 ;
- Louis Charles d'Albert de Luynes, deuxième duc de Luynes, pair de France (1620-1690), marié en 1641 avec Louise Marie Séguier, puis en 1661 avec  Anne de Rohan, dont postérité des deux mariages ;
- Anne-Marie d'Albert de Luynes (1622-1646).

De son second mariage avec Claude de Lorraine (1578-1657), 2e duc de Chevreuse, elle eut trois filles, parmi lesquelles deux furent religieuses : 
- Anne-Marie de Lorraine (née à Paris en 1624 ou 1629, morte à Paris le 5 août 1652), coadjutrice de l'abbaye de Remiremont, religieuse à l'abbaye de Montmartre où elle fait profession en 1646, puis  abbesse de l'abbaye du Pont-aux-Dames à Couilly ;
- Charlotte-Marie de Lorraine, née en 1627 à Richmond en Grande-Bretagne, après avoir failli épouser le prince de Conti, elle devient la maîtresse du cardinal de Retz avec qui elle a joué un rôle dans la Fronde. Elle meurt à Paris sans alliance, ni postérité le 7 novembre 1652 ;
- Henriette de Lorraine (Paris, 1631 - Paris, le 25 janvier 1693), religieuse à l'abbaye de Montmartre en compagnie de sa sœur, elle y fait également profession et rejoint Anne-Marie à Couilly, puis succède à sa sœur comme abbesse du Pont-aux-Dames de 1652 à 1655. Elle est nommée abbesse de l'abbaye Notre-Dame de Jouarre, puis se retire à Port-Royal où elle finit ses jours.

## Marie de Rohan dans la culture
- Gaetano Donizetti écrivit un opéra Maria di Rohan inspiré de sa biographie et surtout des évènements des années 1620. L'œuvre fut créée en 1843.
- Alexandre Dumas lui fait jouer un rôle, officieux mais toujours capital, dans les intrigues de la trilogie des Mousquetaires et lui attribue le pseudonyme de Marie Michon ; il en fait même la mère — fort peu maternelle — de Raoul de Bragelonne, le fils naturel d'Athos.
- Sa vie est retracée par l'écrivaine Juliette Benzoni dans ses 2 romans historiques Marie des Intrigues puis Marie des Passions.
- Elle apparaît dans les romans de Pierre Pevel L'alchimiste des ombres et la trilogie des Lames du Cardinal.
- Elle est un personnage de premier plan dans la deuxième partie de l'œuvre de Robert Merle, Fortune de France.
- Elle est le personnage principal de l'Affaire Chevreuse d'Hélène Clerc-Murgier, qui fait revivre la conspiration de Chalais.
- La Mini série historique Une amitié dangereuse en 4 épisodes d'Alain Tasma, sortie en 2025 retrace la difficulté qu'Anne d'Autriche rencontre avec son époux Louis XIII sur leur sexualité. La série interroge leur vie conjugale, les intrigues que le duc de Luynes et Marie de Rohan devenue Mme de Luynes ont dû mettre en œuvre pour forcer le roi à avoir des relations sexuelles avec Anne d'Autriche. Tout ça dans le but d'avoir un héritier dans les premières années de règne de Louis XIII. Ainsi que sur la longue mésentente des époux qui suivra après la fausse couche[17] .

### Iconographie
En plus des représentations figurant dans cet article, il existe :
- Vers 1830-1840  Portrait en buste de Marie de Rohan-Montbazon,copie par Sophie Bresson-Rochard (1810-apr.1842) huile sur toile, 72 x 57cm, commande du roi Louis-Philippe pour le musée historique de Versailles